# Надь Олександр Арпадович
Олександр Арпадович Надь (угор. Nagy Sándor; 2 вересня 1985, Ужгород) — український футболіст, який також має громадянство Угорщини, воротар.

## Життєпис
Народився 2 вересня 1985 року в Ужгороді. Ще в дитинстві почав займатися футболом у своєму рідному місті, брав участь у змаганнях між місцевими та регіональними командами з футболу.
Із 2004 по 2015 рік грав за ужгородську «Говерлу» під № 1. 22 квітня 2006 року він дебютував в українській найвищій лізі у грі проти «Арсенала» (Київ) (1:2).
4 січня 2016 року офіційно став гравцем угорського клубу «Гонвед». На початку січня 2017 року залишив будапештську команду.

## Досягнення
- Переможець Першої ліги (2): 2008/09, 2011/12

## Особисте життя
Одружений з Анною Пушко, тренеркою з художньої гімнастики та фітнесу. Мають двох доньок — Анну (2011) та Марію (2012).